# Campeonato Surinamês de Futebol 2018/19
O SVB Topklasse 2018/19 (também conhecido como SVB Eerste divisie) foi a 83ª edição oficial do Campeonato Surinamês de Futebol. É organizado pela Federação Surinamesa de Futebol (SVB) e o campeão classificou-se para o Caribbean Club Shield (Campeonato de Clubes do Caribe) de 2020, organizado pela Concacaf.
Esta temporada conta um total de 16 clubes participantes. A equipe Robinhood, de Paramaribo, é o detentor do título do ano passado.

## Equipes participantes
Nesta temporada, participam as mesmas 13 equipes da edição anterior mais 3 recém-promovidas da segunda divisão.
| Clube             | Localização | Estádio                       | Capacidade |
| ----------------- | ----------- | ----------------------------- | ---------- |
| ACoconut (P)      | Brokopondo  |                               |            |
| Botopasi          | Botopasi    | N.G.V.B. Stadion (Paramaribo) | 3 000      |
| Broki (P)         | Paramaribo  | Abra Broki                    |            |
| Inter Moengotapoe | Moengo      | Ronnie Brunswijkstadion       | 5 000      |
| Leo Victor        | Paramaribo  | Estádio Dr. Ir. F. Essed      | 3 500      |
| Nishan 42         | Meerzorg    | Meerzorg Stadion              | 1 300      |
| Notch             | Moengo      | Moengo Stadion                | 1 300      |
| Papatam           | Paramaribo  |                               |            |
| PVV               | Paramaribo  | Estádio Dr. Ir. F. Essed      | 3 500      |
| Robinhood (C)     | Paramaribo  | Estádio Dr. Ir. F. Essed      | 3 500      |
| Santos (P)        | Paramaribo  |                               |            |
| SNL               | Paramaribo  | Estádio Dr. Ir. F. Essed      | 3 500      |
| Transvaal         | Paramaribo  | André Kamperveen Stadion      | 7 100      |
| Voorwaarts        | Paramaribo  | Voorwaartsveld                | 1 500      |
| WBC               | Paramaribo  | André Kamperveen Stadion      | 7 100      |
| West United       | Paramaribo  |                               |            |